# Online computerspel
Een online computerspel is een computerspel dat gespeeld wordt over een computernetwerk. Vandaag de dag is dat netwerk vrijwel altijd het internet of een soortgelijke technologie, maar oudere spellen maakten gebruik van modems waarmee meerdere computers op elkaar waren aangesloten.
Online spellen zijn vrijwel altijd bedoeld als multiplayerspellen. Sommige spellen kunnen alleen maar op deze manier worden gespeeld, terwijl in andere spellen de online-spel functie een extra speelmogelijkheid is naast de reguliere.
De eerste online spellen waren real-time strategy-spellen en first-person shooters, die men via een netwerk als groep kon spelen. De toenemende populariteit van onder andere Flash en Java heeft geleid tot een internetrevolutie waarbij steeds meer mogelijk werd op het gebied van online spellen.
De bekendste groep van online spellen zijn de massively multiplayer online games zoals World of Warcraft.